# Stazione di San Felice sul Panaro
La stazione di San Felice sul Panaro è una stazione ferroviaria posta lungo la linea Bologna–Verona, a servizio del comune di San Felice sul Panaro, in provincia di Modena.
È gestita da Rete Ferroviaria Italiana (RFI).

## Storia

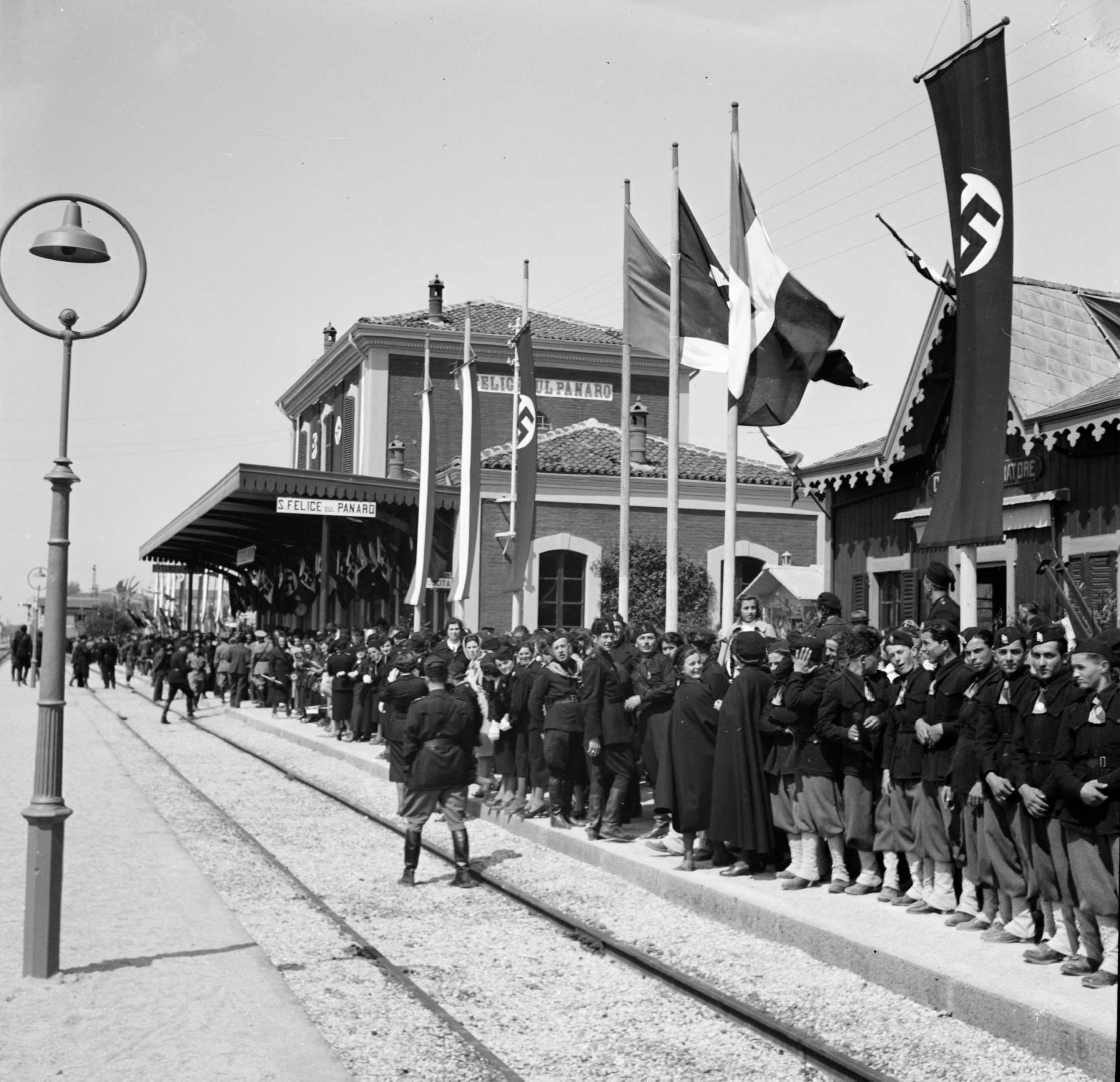
La stazione di San Felice sul Panaro addobbata e in attesa del passaggio del treno di Adolf Hitler (3 maggio 1938)

Fino al 1964, San Felice era servita anche da un'ulteriore stazione ferroviaria, posta sulla linea Modena–Cavezzo–Finale Emilia gestita dalla Società Emiliana di Ferrovie Tranvie ed Automobili (SEFTA). Le due stazioni erano raccordate da un binario di servizio.

## Strutture e impianti
- Fabbricato viaggiatori
- 2 binari di corretto tracciato (il 2 e il 3)
- 2 binari in deviata (l'1 e il 4)
- 1 binario tronco, a lato del binario 1
- 2 marciapiedi con pensilina, tra il primo e il secondo binario e tra il terzo e il quarto
- Sottopassaggio con ascensori per accedere ai binari 2, 3 e 4

## Movimento
La stazione è servita da treni regionali svolti da Trenitalia Tper nell'ambito del contratto di servizio stipulato con la regione Emilia-Romagna e da Trenitalia nell'ambito del contratto di servizio stipulato con la regione Veneto.
La stazione è servita dai treni della linea S3 (Bologna Centrale-Poggio Rusco) del servizio ferroviario metropolitano di Bologna.
Le destinazioni raggiungibili sono Bologna Centrale, Verona Porta Nuova, Bolzano e Brennero con treni di Trenitalia, e Poggio Rusco mediante treni di Trenitalia Tper.
Al 2007, l'impianto risultava frequentato da un traffico giornaliero medio di circa 330 persone.
A novembre 2019, la stazione risultava frequentata da un traffico giornaliero medio di circa 1242 persone (579 saliti + 663 discesi).

## Servizi
La stazione è classificata da RFI nella categoria bronze.
La stazione dispone di:
- Sala d'attesa
- Emettitrici automatiche di biglietti regionali
- Parcheggio